# Huby-Saint-Leu
Huby-Saint-Leu és un municipi francès situat al departament del Pas de Calais i a la regió dels Alts de França. L'any 2007 tenia 951 habitants.

## Demografia

### Població
El 2007 la població de fet de Huby-Saint-Leu era de 951 persones. Hi havia 389 famílies de les quals 151 eren unipersonals (52 homes vivint sols i 99 dones vivint soles), 107 parelles sense fills, 119 parelles amb fills i 12 famílies monoparentals amb fills.
La població ha evolucionat segons el següent gràfic:
Habitants censats

### Habitatges
El 2007 hi havia 443 habitatges, 391 eren l'habitatge principal de la família, 27 eren segones residències i 25 estaven desocupats. 381 eren cases i 3 eren apartaments. Dels 391 habitatges principals, 211 estaven ocupats pels seus propietaris, 174 estaven llogats i ocupats pels llogaters i 7 estaven cedits a títol gratuït; 60 tenien una cambra, 5 en tenien dues, 42 en tenien tres, 96 en tenien quatre i 189 en tenien cinc o més. 254 habitatges disposaven pel capbaix d'una plaça de pàrquing. A 192 habitatges hi havia un automòbil i a 93 n'hi havia dos o més.

### Piràmide de població
La piràmide de població per edats i sexe el 2009 era:
| Homes | Edats   | Dones |
| ----- | ------- | ----- |
| 4     | 95 o +  | 8     |
| 0     | 90 a 94 | 20    |
| 8     | 85 a 89 | 24    |
| 4     | 80 a 84 | 40    |
| 28    | 75 a 79 | 32    |
| 28    | 70 a 74 | 32    |
| 40    | 65 a 69 | 24    |
| 32    | 60 a 64 | 32    |
| 0     | 55 a 59 | 28    |
| 24    | 50 a 54 | 24    |
| 36    | 45 a 49 | 24    |
| 48    | 40 a 44 | 36    |
| 36    | 35 a 39 | 32    |
| 28    | 30 a 34 | 28    |
| 32    | 25 a 29 | 16    |
| 8     | 20 a 24 | 20    |
| 20    | 15 a 19 | 32    |
| 32    | 10 a 14 | 52    |
| 32    | 5 a 9   | 24    |
| 20    | 0 a 4   | 16    |

## Economia
El 2007 la població en edat de treballar era de 491 persones, 340 eren actives i 151 eren inactives. De les 340 persones actives 290 estaven ocupades (173 homes i 117 dones) i 50 estaven aturades (23 homes i 27 dones). De les 151 persones inactives 42 estaven jubilades, 30 estaven estudiant i 79 estaven classificades com a «altres inactius».

### Ingressos
El 2009 a Huby-Saint-Leu hi havia 377 unitats fiscals que integraven 844 persones, la mediana anual d'ingressos fiscals per persona era de 15.192 €.

### Activitats econòmiques
Dels 13 establiments que hi havia el 2007, 1 era d'una empresa alimentària, 1 d'una empresa de construcció, 1 d'una empresa de comerç i reparació d'automòbils, 4 d'empreses d'hostatgeria i restauració, 5 d'entitats de l'administració pública i 1 d'una empresa classificada com a «altres activitats de serveis».
Dels 3 establiments de servei als particulars que hi havia el 2009, 1 era un paleta i 2 restaurants.
L'únic establiment comercial que hi havia el 2009 era una fleca.
L'any 2000 a Huby-Saint-Leu hi havia 3 explotacions agrícoles que ocupaven un total de 135 hectàrees.

## Equipaments sanitaris i escolars
El 2009 hi havia una escola elemental integrada dins d'un grup escolar amb les comunes properes formant una escola dispersa.

## Poblacions properes
El següent diagrama mostra les poblacions més properes.